# Алферьев, Иван Васильевич
Иван Васильевич Алферьев (Олферьев) (? — 1654) — русский военный и государственный деятель, окольничий и воевода и наместник Муромский.

## Биография
Происходил из дворян Московского разряда. В 1638 году служил стрелецким головой в Рыльске.
С апреля 1651 года по 1 ноября 1652 года служил воеводой в Козлове.
В мае 1653 года участвовал в Соборе по поводу просьбы гетмана Богдана Хмельницкого о присоединении Войска Запорожского к России. 4 мая 1653 года, во время объявления в Золотой палате решения Собора посольству Войска Запорожского, Иван Васильевич пожалован в окольничие.
В октябре — декабре 1653 был в составе посольства боярина Василия Бутурлина к Войску Запорожскому. Участвовал в Переяславской Раде и приведении к присяге малороссийских городов.
С началом русско-польской войны 1654—1667 находился на театре военных действий.
15 октября 1654 года назначен воеводой в Могилёв, где и скончался в конце декабря того же года.

## Семья
Жена: Василиса Андреевна.